# Izar Lunaček
Tilen Izar Lunaček, slovenski akademski slikar, diplomirani literarni komparativist, doktor filozofije, ilustrator in stripar, * 13. julij 1979, Ljubljana.
Svoje stripe je objavljal v Stripburgerju, Slovenskih novicah, Delu in Mladini ter izdal več stripovskih albumov. Poleg tega riše tudi ilustracije in karikature, ki jih objavlja v različnih časopisih in revijah, ilustriral pa je tudi več knjig, med katerimi so tri prijele zlato hruško, znak kakovosti otroške in mladinske literature.
Znan je kot avtor prvega slovenskega spletnega stripa Paradise Misplaced (2009–2011) ter prvega slovenskega avtorskega stripa, objavljenega pri veliki ameriški založbi, Animal noir, ki ga je ustvaril skupaj z Nejcem Jurnom. Strip je leta 2017 izšel v Ameriki pri založbi IDW, nato pa ga je istega leta v slovenščini izdala še Cankarjeva založba pod naslovom Kosmati krimič.
Je tudi soustanovitelj in organizator Stripolisa (2012–), Stripolisfesta oziroma Tinte (2013–) in striparne Pritličje (2014–).

## Stripovski albumi
- Beštije, Gyrus, 2000 [3]
- Miniji, Gyrus, 2003[4]
- Oklepaj, Stripburger/Forum Ljubljana, 2007[5]
- Knjiga Oklepaj: Metuljeve sanje, Stripburger/Forum Ljubljana, 2007[6]
- Založeni raj, Stripburger/Forum Ljubljana, 2013[7]
- Metamorphose Antropomorphice, 2013[8]
- Animal Noir / Kosmati krimič (z Nejcem Jurnom), IDW in Cankarjeva založba, 2017[9]
- Müsli in rüsbe, LUD Literatura, 2019[10]
- Sveto in smešno, ZRC SAZU, 2020[11]
- Lahko noč, sine, Stripolis, 2021[12]

## Objave stripov v revijah, časopisih ter  spletu
- Stripburger, 1998–.
- Miniji, Slovenske novice, 1999–2003
- Oklepaj, Delo, 2003–05
- Metamorphose Antropomorphice, Mladina, 2009 in 2011
- Paradise Misplaced, prvi slovenski spletni strip, 2009–2011
- Müsli in rüsbe, spletna izdaja Dela, 2015-18
- Čačke in tuhtci, Spletni portal LUD Literatura, 2018-2020

## Ilustracije v revijah in časopisih (izbor)
- Pil plus: 2000–2015
- Sobotna priloga časopisa Delo: 2003–2005
- Dnevnikova priloga Objektiv, 2013–2018
- Pravna praksa: 2006–2017

## Ilustracije knjižnih izdaj (izbor)
- Irena Duša: Seksikon, 2006
- Irena Duša: Vzgoja staršev, 2008 (Zlata hruška)
- Miro Cerar: Kako sem otrokom razložil demokracijo, 2009 (Zlata hruška)
- Lučka Kajfež Bogataj: Vroči novi svet, 2011 (Zlata hruška)
- Lučka Kajfež Bogataj: Planet, ki ne raste, 2017 (Rastem s knjigo)

## Samostojne razstave
- Popotovanje mladega koridorja, KUD France Prešeren, Ljubljana, 1996
- Beštije, KUD France Prešeren, Ljubljana, 2000
- Evo ga, Cankarjev dom, Ljubljana, 2003
- Delo osvobaja, KUD France Prešeren, Ljubljana, 2007
- Babilon, KUD France Prešeren, 2007
- Animal noir, Pritličje, 2017

1. ↑  Normativna kontrola Kongresne knjižnice — Library of Congress.
2. ↑  »Delo«. 13. julij 2023.
3. ↑  https://plus.cobiss.net/cobiss/si/sl/bib/109635584
4. ↑  https://plus.cobiss.net/cobiss/si/sl/bib/124317696
5. ↑  https://plus.cobiss.net/cobiss/si/sl/bib/235380992
6. ↑  https://plus.cobiss.net/cobiss/si/sl/bib/235380992
7. ↑  https://plus.cobiss.net/cobiss/si/sl/bib/267754240
8. ↑  https://plus.cobiss.net/cobiss/si/sl/bib/267020288
9. ↑  https://plus.cobiss.net/cobiss/si/sl/bib/291851008
10. ↑  https://plus.cobiss.net/cobiss/si/sl/bib/296520192
11. ↑  https://plus.cobiss.net/cobiss/si/sl/bib/26127875
12. ↑  https://plus.cobiss.net/cobiss/si/sl/bib/74756099